# Vespella
Vespella o antiguamente Vespellá (en catalán y oficialmente Vespella de Gaià) es un municipio de Cataluña, España. Perteneciente a la provincia de Tarragona, en la comarca del Tarragonés. Según datos de 2009 su población era de 404 habitantes.

## Historia
La primera referencia histórica del municipio data de 1167 cuando se hizo donación de esas tierras a Ponç de Far. En 1314 el rey Jaime II de Aragón vendió el castillo, hoy desaparecido, a Pere de Queralt. Esta familia conservó la señoría hasta 1390 cuando pasó a ser posesión de los condes de Barcelona. A finales del siglo XIV fue vendido a Pere d'Iscard y más tarde a los Desvalls quienes mantuvieron los derechos hasta el fin de las señorías.

## Geografía humana

### Demografía
Cuenta con una población de 506 habitantes (INE 2024).
| Gráfica de evolución demográfica de Vespella entre 1857 y 2021 |
| |
| Población de derecho según los censos de población del INE Población de hecho según los censos de población del INEEn estos censos se denominaba Vespella: 1857, 1860, 1877, 1887, 1897, 1900, 1910, 1920, 1930, 1940, 1950, 1960, 1970, 1981 y 1991 Entre el censo de 1857 y el anterior, aparece este municipio porque se segrega del municipio 43163 (Vendrell) |

### Economía
La principal actividad económica del municipio es la agricultura. Destacan los cultivos de viña, olivos, algarrobos y avellanos.

## Cultura
La iglesia parroquial está dedicada a San Miguel. Corresponde a la antigua capilla del castillo y el único resto visible del mismo. Es un edificio románico con cubierta de bóveda apuntada. En su interior se conserva un retablo de 1579 dedicado a la Virgen del Rosario.
Vespella celebra su fiesta mayor en honor a san Miguel el 29 de septiembre.

## Celebridades
- Aquí reside Alejandro Cao de Benós de Les y Pérez.